# Птица-капуцин
Птица-капуцин (лат. Perissocephalus tricolor) — южноамериканский вид воробьинообразных птиц из семейства котинговых (Cotingidae), выделяемый в монотипический род птиц-капуцинов (Perissocephalus). Птицы обитают в субтропических и тропических низменных или горных влажных лесах (на высоте до 1400 метров над уровнем моря, но большинство птиц встречаются ниже 600 метров) крайнего востока Колумбии (восток Ваупеса), юга и востока Венесуэлы (юг Амасонас и восток Боливара), Гвианы и севера Амазонской низменности Бразилии. Длина тела — 34,5—35,5 см.